# Çeşmekolu, Lüleburgaz
Çeşmekolu là một xã thuộc huyện Lüleburgaz, tỉnh Kırklareli, Thổ Nhĩ Kỳ. Dân số thời điểm năm 2011 là 301 người.